# Bogovich Lőrinc
Bogovich Lőrinc valódi neve Bogovich György (gradišćeiül Lovrenc Bogović, horvátul Lovre Bogović) (Nagybarom, 1723. március 22.  – Szentgotthárd, 1789. január 12.) ferences rendi szerzetes, horvát író.

## Élete
A mai Ausztria területén született a nyugat-magyarországi (gradišćei) horvátok között, eredetileg Bogovich Györgynek hívták, de a ferencesekhez történt belépése után kapta rendi nevét a Lőrinc-et. 1742. február 19-én vették fel a ferencesek sorába és 1746-ban szerzetes-pappá szentelték. A németújvári kolostorban rövidebb megszakításokkal 1779-ig tartózkodott. 1772 és 1773 között káplán volt Kópháza községben életét Szentgotthárdon fejezte be, az ottani ciszter apátság területén, valószínűleg azért is nevezték ki arra, mert a térségben szlovénok éltek és Bogovich horvát nemzetisége is szerepet játszott ebben.
Fő művének a Hizsa zlata c. gradišćei imádságoskönyv számít, amely széles körben elterjedt, hosszú időn át használt könyv volt a katolikus horvátok vallási életében. Számos imádság mellett énekek, kalendárium és különféle erkölcsi tanítások is szerepelnek a műben. Különös véletlen, hogy a 19. század Bogovich könyvét Ficzkó József egészíti ki, aki a magyarországi szlovének közül származott, de Peresznyén a horvátok közt szolgált.

## Munkái
- Duhovni vertljacz. Sopron, 1753 (Lelki vigasz. Palkovics Gottfrieddal együtt)
- Hizsa zlata. Uo. 1755 (Arany ház. Ujra kiadva Uo. 1848)
- Mariansko cveč. Uo. 1757 (Mária virágok)